# 大阪府立西成高等学校
大阪府立西成高等学校（おおさかふりつにしなりこうとうがっこう）は、大阪府大阪市西成区に所在する公立の高等学校。

## 概要
1974年に全日制普通科高等学校として開校した。2003年より普通科総合選択制に改編され、さらに2015年には総合学科・エンパワメントスクールに改編された。
基礎学力の定着と学び直しに力を入れている。1年次では小中学校の学習内容の復習と定着を目標とした学校設定科目を導入している。1年次には、通常の50分授業2コマを30分間3コマに再編成した「モジュール授業」を導入し、国語・数学・英語の授業を毎日おこなうことで、基礎学力の定着を目指している。タブレット・ICTの活用や、少人数・習熟度別授業の実施にも取り組んでいる。
さまざまな条件に置かれている生徒がともに励まし合いながら学ぶことで、「生活的自立、社会的自立、職業的自立」の3つの自立をめざし、地域社会で活躍する社会人を育てることを教育目標としている。
貧困問題に取り組む独自の人権学習・総合学習として「反貧困学習」の取り組みを実施し、メディアなどでたびたび紹介されている。
知的障がい生徒自立支援コースを設置し、知的障害を持つ生徒を受け入れている。

## 沿革
大日本紡績木津川工場跡地を転用し、1974年に開校した。開校当初は全日制普通科を設置していた。
同校では開校以来、障害を持つ生徒を積極的に受け入れてきた。そのことから、学校関係者と大阪府教育委員会が、障害を持つ生徒向けの別枠での入試制度の検討をおこなっていた。2001年度に「知的障害のある生徒の高等学校受入れに係る調査研究」の指定校（5年間）になったのち、2006年度に知的障害生徒自立支援コースの設置へとつながっている。
2003年度より普通科総合選択制に改編した。当初は「人文・社会」「地域・国際」「生活・健康」「福祉・介護」「科学・情報」「芸術・文化」の6つのエリアが設置された。これらのエリアは、「人文・理数」「スポーツ・健康」「福祉・人間」「保育・教育」「IT・キャリア」「造形・表現」の6つに改編され、2009年度の入学生から適用された。また、知的障がい生徒自立支援コースのカリキュラムも改編された。就労やビジネスマナーの修得、基礎学力保障などの時間が設置された。
2009年6月には、同校の教育実践をまとめた書籍『反貧困学習-格差の連鎖を断つために』（大阪府立西成高等学校 著、解放出版社、ISBN 978-4-7592-2143-5）が出版された。
2015年度入学生より、総合学科・エンパワメントスクールに改編された。

### 年表
- 1973年12月21日 - 大阪府議会が大阪府立高等学校条例改正を議決。学校設置が正式決定。
- 1974年4月 - 大阪府立西成高等学校として開校。
- 2001年 - 知的障害のある生徒の高等学校受入れに係る調査研究指定校に指定される。
- 2003年 - 普通科総合選択制に改編され、6エリアを設置。
- 2006年 - 知的障害生徒自立支援コースを設置。
- 2009年 - 普通科総合選択制のエリアを再編。
- 2015年 - この年の入学生から、総合学科・エンパワメントスクールに改編される。
- 2024年4月 - ステップスクール(多様な教育実践校)として指定される[3]。

## 交通
- 南海汐見橋線津守駅よりすぐ
- 大阪シティバス 鶴見橋通バス停 西へ約300m
- Osaka Metro四つ橋線 花園町駅 西へ約1.5km

## 出身者
- 近藤魁成 - K-1ファイター、中退
- 田中章 - お笑い芸人（プリンプリン）・俳優
- 中武克雄 - 競輪選手、1984年ロサンゼルスオリンピック日本代表
- 仲村智美 - お笑い芸人（ソノヘンノ女）、中退
- 濱田武 - サッカー選手